# Huliwka
Huliwka (ukrainisch Гулівка; russisch Гулевка Gulewka, polnisch Hulewicze) ist ein Dorf im Zentrum der ukrainischen Oblast Wolyn mit etwa 230 Einwohnern (2001).

## Geographische Lage
Die Ortschaft liegt auf einer Höhe von 163 m am rechten Ufer des Stochid, eines 188 km langen, rechten Nebenflusses des Prypjat, 8 km östlich vom Gemeindezentrum Poworsk, 39 km östlich vom Rajonzentrum Kowel und 74 km nördlich vom Oblastzentrum Luzk. 
Im Süden der Ortschaft verläuft die Fernstraße M 07/E 373, die in östliche Richtung nach Manewytschi und in westliche Richtung nach Kowel führt. Nördlich vom Dorf verläuft die Eisenbahnstrecke von Kiew nach Kowel über den Stochid.

## Geschichte
Die Ortschaft fiel nach der dritten polnischen Teilung 1795 an das Russische Kaiserreich, wo es im Gouvernement Wolhynien lag. Nach dem Ersten Weltkrieg gehörte Huliwka zunächst zur Westukrainischen Volksrepublik und kam 1921 an die Zweite Polnische Republik, wo es in der Woiwodschaft Wolhynien im Powiat Kowel, Gmina Powórsk lag. Infolge des Hitler-Stalin-Pakts besetzte die Sowjetunion das Dorf und nach dem deutschen Überfall auf die Sowjetunion im Juni 1941 war die Ortschaft bis 1944 im Reichskommissariat Ukraine unter deutscher Herrschaft. Nach dem Zweiten Weltkrieg kam das Dorf erneut zur Sowjetunion und wurde in die Ukrainische SSR eingegliedert. Seit dem Zerfall der Sowjetunion 1991 ist es ein Teil der unabhängigen Ukraine.
Am 1. Juli 2016 wurde das Dorf ein Teil der neugegründeten Landgemeinde Poworsk, bis dahin war es Teil der Landratsgemeinde Poworsk im Osten des Rajons Kowel.

## Söhne und Töchter der Ortschaft
- Dmytro Abramowytsch (1873–1955), Literaturhistoriker, Philologe, Slawist und Paläograph